# Rhythm of My Heart
Rhythm of My Heart is een nummer van de Britse zanger Rod Stewart uit 1991. Het is de tweede single van zijn zestiende studioalbum Vagabond Heart. Daarvoor had, in 1986, de Nederlandse zanger René Shuman het lied al op plaat gezet.
"Rhythm of My Heart" deed het wereldwijd goed in de hitlijsten. In het Verenigd Koninkrijk haalde het nummer de 3e positie. In de Nederlandse Top 40 haalde het een bescheiden 18e positie, en in de Vlaamse Radio 2 Top 30 wist het de 10e positie te behalen.